# 陈璞如
陳璞如（1918年3月—1998年12月11日），男，漢族，山東博興人，中华人民共和国政治人物，第四、五屆全國人大代表，中共八大代表，第十一、十二屆中央委員，第十三屆中顧委委員。

## 生平
1932年4月加入中國共產主義青年團。1937年10月轉為中國共產黨黨員。 1932年4月參加革命工作。初中文化。1932年任山東省博興縣霍家村黨支部委員，黨組織遭破壞後到史家口當店員，後入東北軍53軍116師學兵隊為學兵。1937年任博興縣抗日誌願軍小隊長，中共中央山東分局組織部巡視員，山東第1區黨委巡視團主任，山東分局組織部幹事。1940年任中共冀魯豫湖西地委組織部副部長、部長，湖西地委書記，南下3大隊政委，贛東北區浮梁地委書記兼景德鎮市委書記、市長。
1949年後，任中共貴州省遵義地委書記，貴州省財委副主任、貴州省工商廳廳長。1955年1月任貴州省委常委。4月任貴州省計委主任。1956年12月－1967年1月任贵州省人民委员会副省長。1960年4月－ 1965年11月任中共貴州省委書記處候補書記。1965年任西南局三線建設委員會委員兼貴州省基本建設委員會主任。1965年11月－1967年2月任貴州省委書記處書記。1966年4月兼六盤水地區工業建設黨委第2書記。1967年「文化大革命」中受迫害。1972年任貴州省革委會生產指揮部領導小組副組長、工交辦主任。1977年2月任遼寧省委書記、省革委會副主任。1980年1月任遼寧省委書記、辽宁省人民政府省長。1982年4月出任鐵道部部長、黨組書記。1998年12月11日在北京逝世。